# Pierre Benveniste
Pour les articles homonymes, voir Benveniste.
Pierre Benveniste, né le 22 décembre 1937 à Neuilly-sur-Seine, est un chercheur français en biochimie des plantes et professeur à l'université de Strasbourg.

## Biographie
Pierre Benveniste est un ancien élève de l’École européenne de chimie de Strasbourg (nom actuel) (1962). Après un doctorat d'État (Utilisation des cultures de tissus pour l'étude des produits naturels) effectué sous la direction des professeurs Léon Hirth et Guy Ourisson et obtenu en 1967, il s'oriente vers l'étude de la biosynthèse des stérols dans les plantes. Chargé de recherches au CNRS jusqu'en1970, il est nommé maître de conférences en 1970 puis professeur en 1975 à l'université de Strasbourg. Il devient d'abord directeur de l'ERA n° 487 du CNRS puis directeur du département isoprénoïdes de l'Institut de biologie moléculaire des plantes (IBMP) du CNRS. de 1999 à 2002. 
Pierre Benveniste est l'auteur de nombreuses publications scientifiques, 112 en tout dans des revues à comité de lecture.
Ses recherches ont été achevées en 2005, lors de sa retraite, et il porte désormais le titre de professeur honoraire à l'Université de Strasbourg. 

## Apports scientifiques
Les travaux de Pierre Benveniste sont effectués dans le domaine de la biosynthèse, du métabolisme et de la fonction des stérols des végétaux. Ces derniers, à la différence du cholestérol, sont alkylés en position 24. Ils sont les précurseurs d'hormones stéroïdes végétales, les brassinolides. Les études faites dans son laboratoire montrent que ces stérols sont des agents structurants des membranes des cellules végétales et en particulier de la membrane plasmique. Entre 1963 et 1987, la biosynthèse des stérols a été étudiée par des méthodes radiochimiques, l’enzymologie et l’utilisation d’inhibiteurs, analogues d'états de transition mis en jeu dans la catalyse des enzymes cibles. Les résultats obtenus ont permis de mettre en évidence une voie biosynthétique originale conduisant aux stérols chez les eucaryotes photosynthétiques. Chez ces derniers le cycloarténol, un triterpene pentacyclique, produit de la cyclisation de l'époxyde de squalène, est un intermédiaire biosynthétique majeur alors que ce même rôle est tenu par le lanostérol, un triterpène tétracyclique, chez les eucaryotes non photosynthétiques (champignons, vertébrés). Les particularités de cette voie biosynthétique pourraient influer sur les relations plantes-insectes.
À partir de 1989, l'équipe intègre l'IBMP. Grâce à la génétique et la biologie moléculaire en renfort des méthodes précédentes, des clones de cDNA codant des enzymes biosynthétiques ont été isolés et caractérisés pour la première fois. Des mutants affectés dans la biosynthèse des stérols, mutant ste1 défectif en Δ7-stérol-C5-désaturase, mutant sterov surproducteur de stérols, ont été isolés, des plantes transformées présentant un gain ou une perte de fonctions ont été sélectionnées et identifiées. Des avancées dans la connaissance de la régulation de la biosynthèse des stérols et de leurs dérivés (esters, glucosides) ainsi que sur leurs fonctions ont pu être obtenues. Les travaux se sont focalisés sur trois systèmes enzymatiques : l’époxyde de squalène triterpène synthase, les stérols-C24 et C241 méthyltransférases et la Δ7-stérol-C5-désaturase 
Les résultats montrent pour la première fois qu’il existe chez Arabidopsis et dans l’ensemble des plantes supérieures deux sous-familles de gènes : SMT1 et SMT2 codant des méthyltransférases intervenant dans les réactions de méthylation conduisant à la formation des 24-méthyl et 24 éthyl- cholestérols. La surexpression ou la cosuppression de SMT2 dans des lignées de tabac ou d’Arabidopsis a un impact profond sur les proportions relatives de 24-méthyl et de 24-éthyl cholestérol. En particulier SMT2 joue un rôle crucial en ajustant le rapport campestérol/sitostérol à la valeur requise pour l’intégrité membranaire et une croissance équilibrée,.
Un mutant d’Arabidopsis a été isolé, il contient principalement des Δ7-stérols à la place des Δ5-stérols normaux, et présente un défaut dans le gène (STE1) codant la Δ7-stérol-C5(6)-désaturase.  Un travail ultérieur a permis l’isolement et la caractérisation moléculaire de l’allèle muté STE1. Il a été ainsi montré que la protéine correspondante possède une isoleucine à la place d’une thréonine en position 114 et que ce changement se traduisait par une baisse considérable d’activité enzymatique. Un travail de mutagénèse dirigée a confirmé que la T114 jouait un rôle particulièrement important puisque son remplacement par une isoleucine se traduit par une perte de fonction tandis que son remplacement par une sérine se traduit par un gain considérable de fonction (Vmax multiplié par 28),.
D'autres travaux concernent la caractérisation moléculaire du mutant de tabac sterov, un surproducteur de stérols. Les résultats obtenus montrent que la mutation sterov joue sur l’activité de l’Hydroxy-Méthyl-Glutaryl-CoA réductase qui est fortement stimulée dans le mutant. Des travaux plus récents soulignent l’importance de l’estérification des stérols chez ce mutant. Dans ce dernier, l’excès de stérols se retrouve sous forme d’esters de stérols qui s’accumulent de façon spectaculaire dans des globules lipidiques. Les travaux effectués montrent que les plantes présentent l'originalité de réaliser l'estérification cellulaire des stérols par une enzyme (de type LCAT, lecithin cholestérol acyltransférase) différente de celle (de type ACAT, acylCoA cholestérol acyltransférase) opérant chez les animaux et les champignons,.
Les pistes ouvertes lors de ces travaux, résumés dans un article de synthèse, ont été poursuivies après le départ à la retraite de Pierre Benveniste en 2005 par les chercheurs de l'Institut de biologie moléculaire des plantes du CNRS (et d'autres équipes à l'étranger) et permettent maintenant de mieux comprendre le rôle des stérols et de leur dérivés dans divers processus vitaux des végétaux comme le développement embryonnaire, la division cellulaire, le transport de l'auxine, le flux et le reflux membranaire, la sécrétion de la subérine, constituant majeur des épidermes et la sénescence des feuilles.

## Prix et distinctions
Prix Roussel, 1982.
Membre correspondant de l'Académie des sciences, 1983.
Commandeur des Palmes académiques, octobre 2015.